# Siebenundzwanzig
Die Siebenundzwanzig (27) ist die natürliche Zahl zwischen Sechsundzwanzig und Achtundzwanzig. Sie ist ungerade.

## Mathematik
Siebenundzwanzig ist eine Kubikzahl und die kleinste natürliche Zahl, die auf zwei verschiedene Arten als Summe von drei Quadratzahlen ungleich 0 geschrieben werden kann, nämlich als {\displaystyle 3^{2}+3^{2}+3^{2}=5^{2}+1^{2}+1^{2}}.

## Wissenschaft
27 ist die Ordnungszahl von Kobalt und die Massenzahl von Aluminium (einziges stabiles Isotop 27Al).

## In Religion, Philosophie und Okkultismus
Einige buddhistische Gebetsketten (Mala) haben 27 Perlen (108 geteilt durch 4).

In fast allen christlichen Traditionen heute besteht das Neue Testament aus 27 Büchern.

Laut Pythagoras und Platon repräsentieren die Zahl 3 in der dritten Potenz (d. h. 27) und die Zahl 2 in der dritten Potenz (d. h. 8) den Kosmos.

In der Kabbala gibt es 27 Buchstaben, entsprechend 27 Kanäle der Kommunikation mit Gott und 27 Kombinationen der Namen Gottes – 13 offene und 14 verdeckte.

Nach Feng Shui soll man, um Geld zu sammeln, im Haus 27 identische Münzen halten.

Gemäß der alten Inka-Kultur gab es 27 Straßen nach Eldorado.

## Astrologie
In der indischen Astrologie Jyotisha wird die Ekliptik in 27 Sterngruppen (Nakshatras) eingeteilt.

## Musik
Etliche Musiker starben im Alter von 27 Jahren. Dazu gehören Robert Johnson, Brian Jones, Jimi Hendrix, Janis Joplin, Jim Morrison, Ron McKernan, Kurt Cobain und Amy Winehouse. Die Musiker, die in diesem Alter gestorben sind, werden oft dem sogenannten Klub 27 zugerechnet.

## Sonstiges
Das Et-Zeichen (&) wurde früher in englischsprachigen Schulen als 27. Buchstabe beim Aufsagen des Alphabets verwendet.